# Halieutaea
A Halieutaea a csontos halak (Osteichthyes) főosztályának sugarasúszójú halak (Actinopterygii) osztályába, ezen belül a horgászhalalakúak (Lophiiformes) rendjébe és az Ogcocephalidae családjába tartozó nem.

## Tudnivalók
A legtöbb Halieutaea-faj az Indiai-óceán és a Csendes-óceán határán fordul elő, azonban olyan fajok is vannak, melyek a Csendes-óceán endemikus halai. Eme halak hossza fajtól függően 10,2-30 centiméter közötti.

## Rendszerezés
A nembe az alábbi 9 faj tartozik:
- Halieutaea brevicauda Ogilby, 1910
- Halieutaea coccinea Alcock, 1889
- Halieutaea fitzsimonsi (Gilchrist & Thompson, 1916)
- Halieutaea fumosa Alcock, 1894
- Halieutaea hancocki Regan, 1908
- Halieutaea indica Annandale & Jenkins, 1910
- Halieutaea nigra Alcock, 1891
- Halieutaea retifera Gilbert, 1905
- csillagos kézhal (Halieutaea stellata) (Vahl, 1797) - típusfaj